# Samue
[source insuffisante]

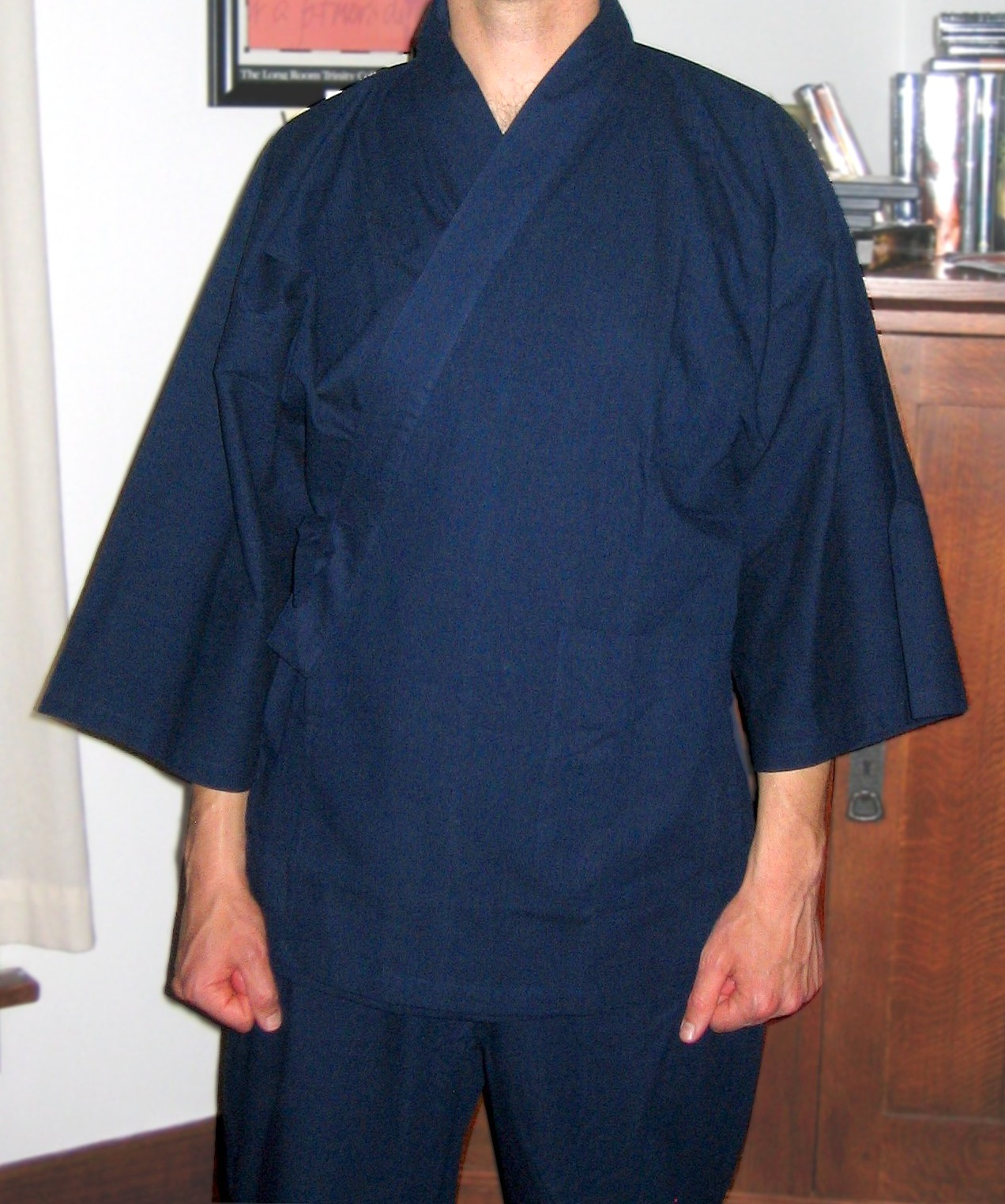
Un samue porté.

Le samue  (作務衣 (samue)) est le vêtement de travail traditionnel des moines et des nonnes bouddhistes japonais, porté lors des tâches du samou.
Fabriqués à partir de coton ou de lin et traditionnellement teints en brun ou indigo pour les distinguer des vêtements formels, ils sont portés par les moines de la plupart des traditions bouddhistes japonaises effectuant des tâches telles que l'entretien du temple et les travaux sur le terrain,.
À l’époque moderne, le samue s'est répandu comme vêtements de travail d'intérieur ou comme tenue décontractée. Les joueurs Shakuhachi en raison de l'association historique de l'instrument avec le bouddhisme zen, portent occasionnellement le samue .
Le samue est aussi utilisé comme  tenue de jardinage.